# بسلة متباينة الأوراق
بسلة متباينة الأوراق (الاسم العلمي:Pisum heterophyllum) هي نوع من النباتات تتبع جنس البسلة من الفصيلة البقولية.